# Avant l'hiver

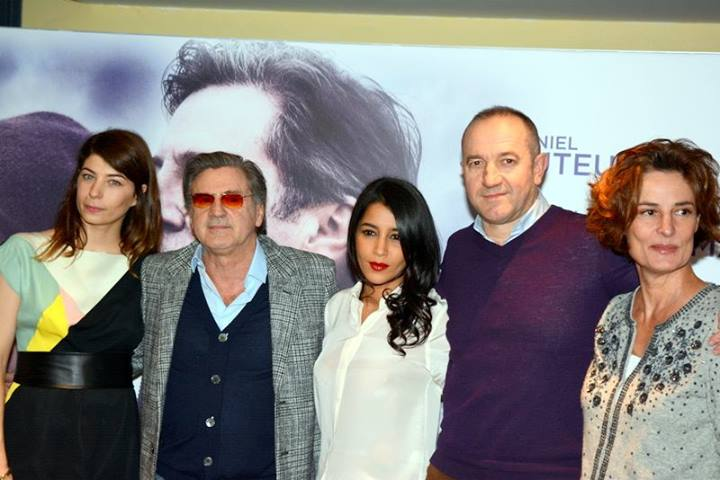
Cast

Avant l'hiver is een Franse film van Philippe Claudel die uitgebracht werd in 2013.
Dit is de derde avondvullende speelfilm van romancier Claudel.

## Samenvatting
Paul is een zestigjarige neurochirurg. Hij heeft alles om gelukkig te zijn en is ook gelukkig. Zijn echtgenote Lucie is een pracht van een vrouw, hij heeft een zoon, een fijne baan in het ziekenhuis en een ruime comfortabele villa met een schitterende tuin. 
Maar op een dag wordt een bos rozen bij hem aan huis afgeleverd. De bloemen zijn voor hem bedoeld maar de naam van de afzender wordt niet vermeld. Andere anonieme tuilen volgen met de regelmaat van een klok. In die periode komt Paul meermaals Lou tegen. Zij is een mysterieuze jonge twintigjarige vrouw die het leven van Paul en zijn gezin ernstig dreigt te verstoren. Pauls vrouw begint hem er namelijk van te verdenken dat hij haar bedriegt.

## Rolverdeling
- Daniel Auteuil: Paul
- Kristin Scott Thomas: Lucie
- Leïla Bekhti: Lou
- Richard Berry: Gérard, psychiater, vriend van Paul en Lucie
- Laure Killing: Mathilde, de zus van Lucie
- Jérôme Varanfrain: Victor, de zoon van Paul
- Vicky Krieps: Caroline, de vrouw van Victor
- Anne Metzler: Zoé Gassard, de assistente van Paul
- Annette Schlechter: mevrouw Malek, de patiënte met de tumor
- Laurent Claret: Denis, de directeur van het hospitaal
- Lucie Debay: de vriendin van Lou